# みらい松山
みらい松山（みらいまつやま）は、日本の地域政党。愛媛県松山市議会を基盤に活動している。旧党名は松山維新の会。全国地域政党連絡協議会（地域政党サミット）参加団体。

## 党史
2010年5月の会派結成当初は、松山市議会の議員13名によって結成され、13名のうち9名は松山市議会の自民党議員団所属の議員であった。政治団体に移行した時点でも9名は党籍を持ったままであったため、自民党県連では処分を検討している。当初より中村時広愛媛県知事、野志克仁松山市長の支持を表明していた。
2011年7月12日に松山市役所でおこなった会見で、池本俊英会長は「地域第一、政策中心」といった会の理念を改めて説明、政治団体化を契機に会の活動をさらに活発化させたいと述べ、大阪維新の会や減税日本のような首長新党とは一線を画すという認識を表明していた。しかし、その一方で田坂信一市議会議員は「会の理念に賛同する各団体との連携を深めたい」とコメントし、他地域の地域政党との連携の可能性に言及した。なお、大阪府の大阪維新の会とは、政治団体化する以前から密接な交流を持っており、同年8月8日に松山市内のホテルで開催された会の初の政治資金パーティーでは、当時大阪維新の会の代表であった橋下徹大阪府知事をはじめ、多くの大阪維新の会のメンバーが出席していた。
2012年2月、同じ愛媛県で活動する地域政党の愛媛維新の会と西予維新の会と地方分権・行財政改革などの政策に関して基本政策協定を締結した。
2012年9月に大阪維新の会を母体とし結成された日本維新の会（代表:橋下徹大阪市長）に愛媛維新の会と共に傘下入りし、日本維新の会が臨む国政選挙に協力することや日本維新の会の綱領「維新八策」を受け入れて活動する方針であった。しかし、日本維新の会党本部のトップダウン的な手法による運営に反発して、2013年5月には愛媛維新の会、西予維新の会と同じく日本維新の会愛媛県総支部へ不参加を表明する。
2013年11月23日、松山維新の会所属の今村邦男市議が恐喝未遂容疑で逮捕される。今村は2002年に初当選し、2013年当時は3期目を務めていたが、2007年に松山市職員がパチンコ店で他人の財布から現金を抜き取ったとして窃盗容疑で書類送検（後に不起訴処分）されたことについて、今村はこの事実を知って「公表されたくなかったら、200万円を振り込め」という旨の文書を同職員およびその父親に郵送し脅したとされている。2013年11月25日、松山維新の会は今村の会派離脱届を市議会議長に提出した。なお、今村は愛媛県警警察官のときに1995年10月に拳銃を不法所持していたとして銃刀法違反容疑で逮捕され、愛媛県警の懲戒免職処分及び同罪で懲役2年、執行猶予3年の有罪判決を受けていた。
2018年1月21日、第六回地域政党サミットにおいてサミットへの入会が認められる。5月25日、会派名を「みらい松山」に変更した。

## 年表
- 2010年5月 - 松山市議会の議員13名が新会派「松山維新の会」を設立。松山市議会で最大会派となる。
- 2010年11月28日 - 松山市長選挙において推薦した野志克仁が当選。愛媛県知事選挙において推薦した[12]元松山市長の中村時広（自民・公明推薦、民主支持）が当選する。
- 2011年7月12日 - 政治団体設立を愛媛県選挙管理委員会に届出し、受理される[1]。
- 2012年2月 - 地域政党の愛媛維新の会と西予維新の会と政策協定を結ぶ。
- 2012年9月 - 日本維新の会の傘下に入る。
- 2013年5月 - 日本維新の会愛媛県総支部へ不参加を表明。日本維新の会の傘下から離脱。
- 2018年5月25日 - 会派名を「みらい松山」に変更。
- 2022年5月25日 - 所属議員3名が離脱、新たに「ともに松山」を結成したことで最大会派で無くなる。

## 政策
- 道州制の導入
- 渇水問題の解決
- 市議会議員の定数削減

## 所属議員
松山市議会（5名）
- 寺井 克之（代表）
- 山本 智紀
- 若江 進
- 池本 俊英
- 田坂 信一